# Bahnhof Hakone-Yumoto
Der Bahnhof Hakone-Yumoto (jap. 箱根湯本駅, Hakone-Yumoto-eki) ist ein Bahnhof auf der japanischen Insel Honshū, gemeinsam betrieben von den Bahngesellschaften Odakyū Dentetsu und Hakone Tozan Tetsudō. Er befindet sich in der Präfektur Kanagawa auf dem Gebiet der Stadt Hakone.

## Verbindungen
Hakone-Yumoto ist ein Zwischenbahnhof an der Hakone-Tozan-Linie von Odawara nach Gōra. Sie wird gemeinsam von den Bahngesellschaften Odakyū Dentetsu und Hakone Tozan Tetsudō betrieben, die beide zur Odakyu Group gehören. Aufgrund unterschiedlicher Spurweiten gibt es jedoch keinen durchgehenden Verkehr, weshalb Hakone-Yumoto die Funktion eines Spurwechselbahnhofs hat und für beide Gesellschaften jeweils die Endstation ist. Züge der Hakone Tozan Tetsudō verkehren auf der normalspurigen Bergstrecke nach Gōra. Auf dem flacheren, kapspurigen Teil der Strecke verkehren hingegen ausschließlich Züge der Odakyū Dentetsu – Regionalzüge bis Odawara und Romancecar-Schnellzüge weiter auf der Odakyū Odawara-Linie in Richtung Tokio.
Vor dem Bahnhof befinden sich fünf Bushaltestellen. Bedient werden sie von Linien der Gesellschaften Hakone Tozan Bus und Izuhakone Bus, die zu verschiedenen Orten in der Umgebung führen – darunter zu verschiedenen Stadtteilen von Hakone, nach Odawara, Gotemba, Ōwakudani und zum Ashi-See, aber auch zum Flughafen Tokio-Haneda.

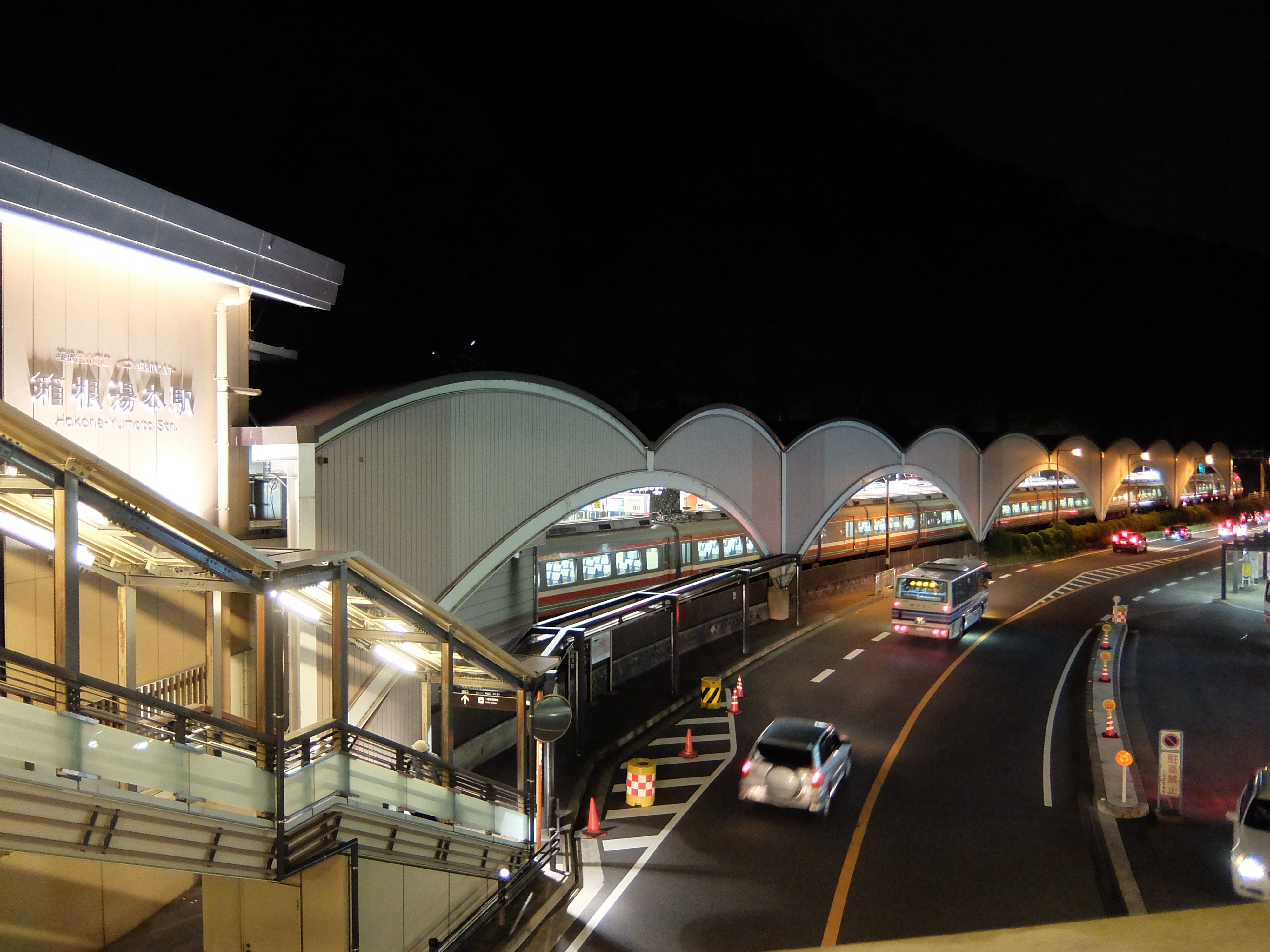
Außenansicht des Bahnhofs (September 2014)

## Anlage
Der Bahnhof befindet sich am Rand des Stadtteils Yumoto im engen Hayakawa-Tal, eingezwängt zwischen dem Südhang des Berges Tonomine und der Nationalstraße 1, deren Verlauf in diesem Bereich jenem der historischen Tōkaidō-Straße entspricht. Er besitzt mehrere Läden und Service-Einrichtungen, in der Umgebung gibt es zahlreiche weitere Souvenirgeschäfte, Restaurants und Hotels. Aufgrund ihrer leicht gebogenen Form ist die Bahnhofsanlage von Osten nach Südwesten ausgerichtet. Sie besitzt vier Gleise, die alle überdacht sind. Eine gedeckte Überführung, angeschlossen an Treppen und Rolltreppen, führt auf die andere Seite der Straße und zu einer Fußgängerbrücke über den Hayakawa.

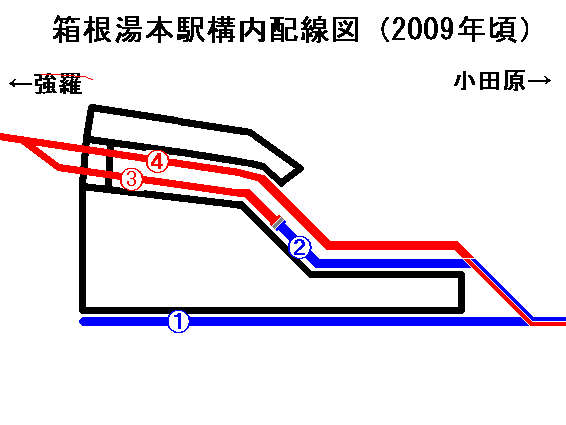
Gleisplan (blau: Kapspur, rot: Normalspur)

Die Gleise liegen an einem Seitenbahnsteig und einem breiten Mittelbahnsteig. Das kapspurige Gleis 1 an der Südseite des Mittelbahnsteigs ist den Odakyū-Schnellzügen nach Tokio vorbehalten, das normalspurige Gleis 4 am kurzen Seitenbahnsteig dient üblicherweise nur zum Aussteigen aus der Bergbahn von Gōra her. Beide vereinigen sich östlich des Bahnhofs zu einem Dreischienengleis. An der Nordseite des Mittelbahnsteigs liegen das normalspurige Gleis 3 nach Westen und das kapspurige Gleis 2 nach Osten, die nicht miteinander verbinden sind. Von hier aus verkehren die Züge der Hakone Tozan Tetsudō sowie Odakyū-Regionalzüge.
Im Jahr 2016 nutzten täglich durchschnittlich 11'263 Fahrgäste den Bahnhof. Er ist auch eine Station des Hakone Ekiden, einem der beliebtesten Staffelläufe Japans, der von Tokio nach Hakone führt.

## Gleise
| 1 | ▉ Hakone-Tozan-Linie | Odawara • Machida • Shinjuku bzw. Kita-Senju (Schnellzüge) |
| 2 | ▉ Hakone-Tozan-Linie | Odawara (Schnellzüge)                                      |
| 3 | ▉ Hakone-Tozan-Linie | Gōra                                                       |
| 4 | ▉ Hakone-Tozan-Linie | Gōra (üblicherweise nur Ausstieg)                          |

## Geschichte
Die bis 1954 eigenständige Gemeinde Yumoto lag seit der frühen Edo-Zeit am Tōkaidō, der wichtigsten Post- und Handelsstraße Japans, und war damals schon für die zahlreichen Onsen bekannt. Da die in den 1870er und 1880er Jahren erbaute Tōkaidō-Hauptlinie das Hakone-Vulkanmassiv nördlich umfuhr, drohte ein Bedeutungsverlust. Einflussreiche Personen aus der Nachbarstadt Odawara gründeten deshalb die Odawara Basha Tetsudō (小田原馬車鉄道). Diese baute innerhalb eines halben Jahres die Straßenbahn Odawara, zunächst in Form einer Pferdebahn. Ab 1. Oktober 1888 verband sie den Bahnhof Kōzu mit Odawara und Yumoto. Die Straßenbahngesellschaft benannte sich 1896 in Odawara Denki Tetsudō (小田原電気鉄道) und führte, dem neuen Namen entsprechend, am 21. März 1900 den elektrischen Betrieb ein.

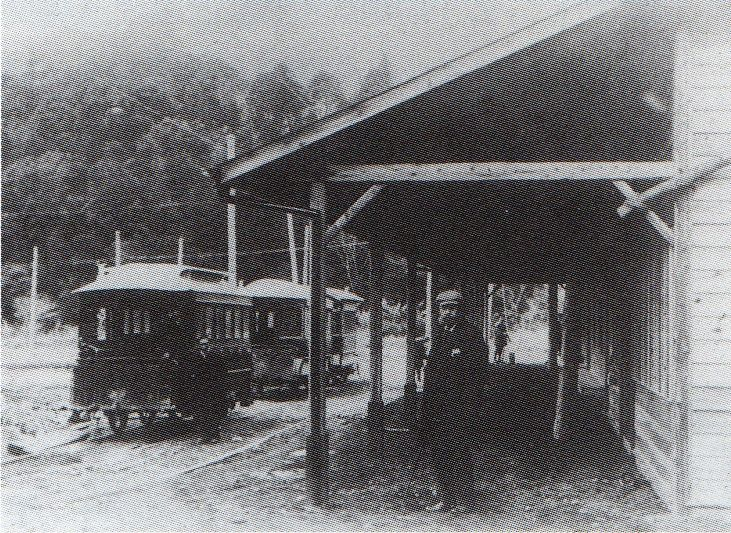
Straßenbahn-Endstation (1900)
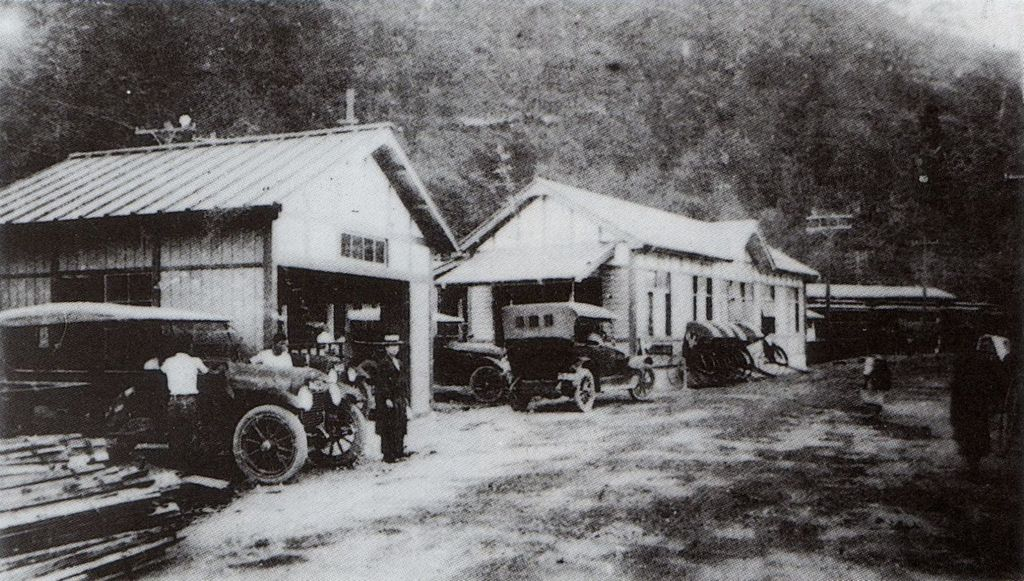
Bahnhof Hakone-Yumoto (1919)
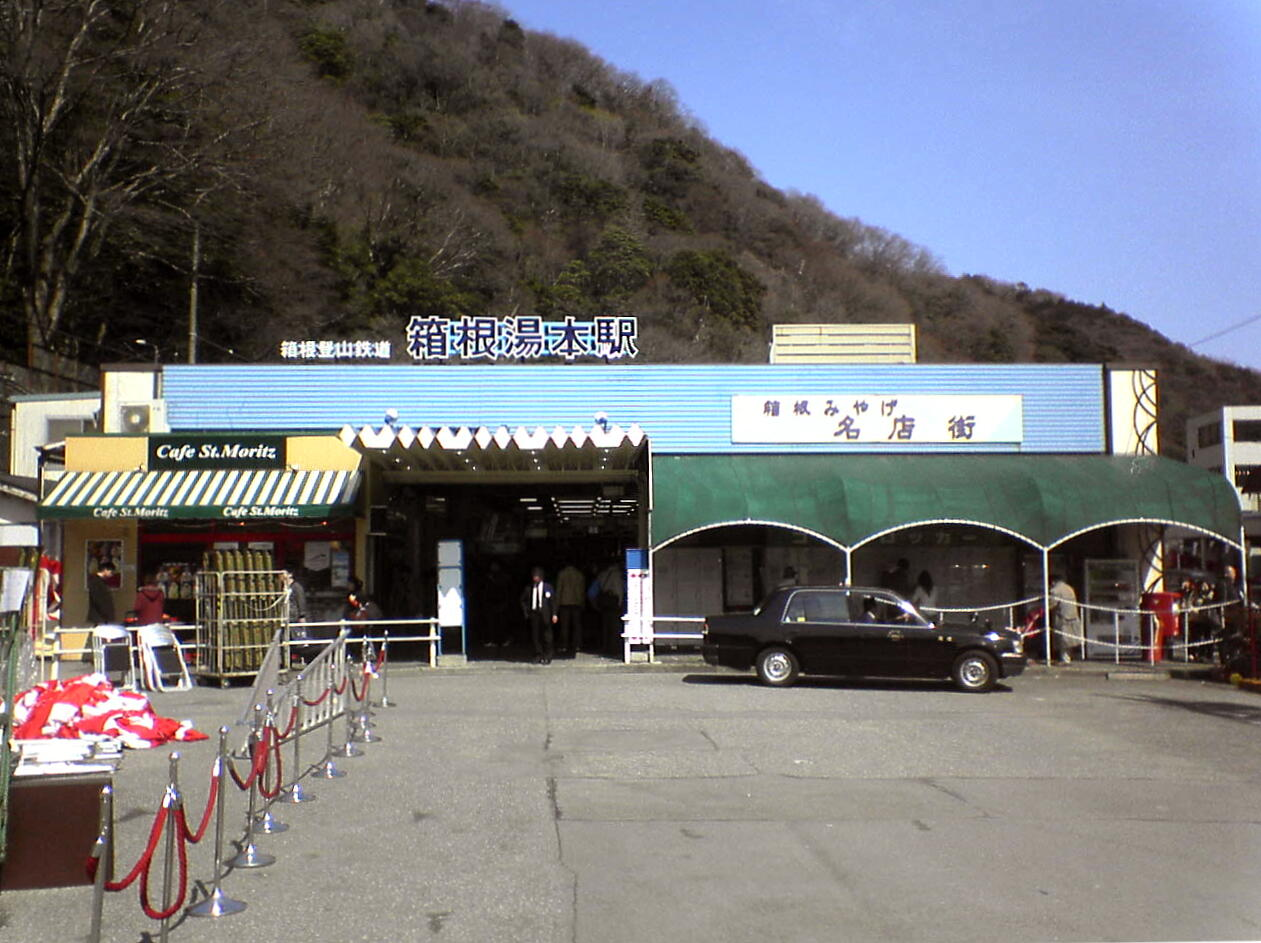
Bahnhofsvorplatz im Jahr 2005 vor dem Umbau
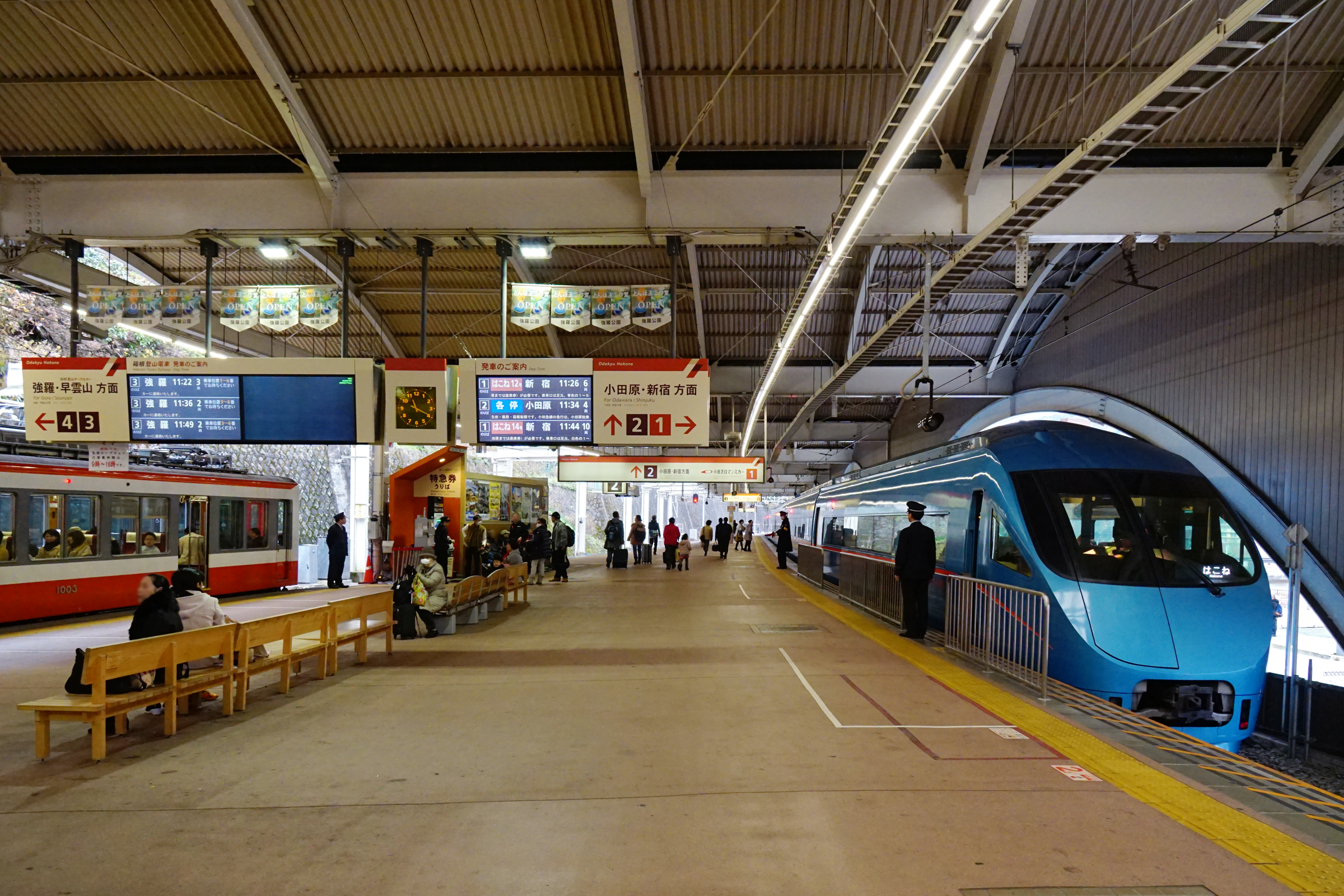
Mittelbahnsteig mit Bergbahn (links) und Odakyū-Zug (rechts)
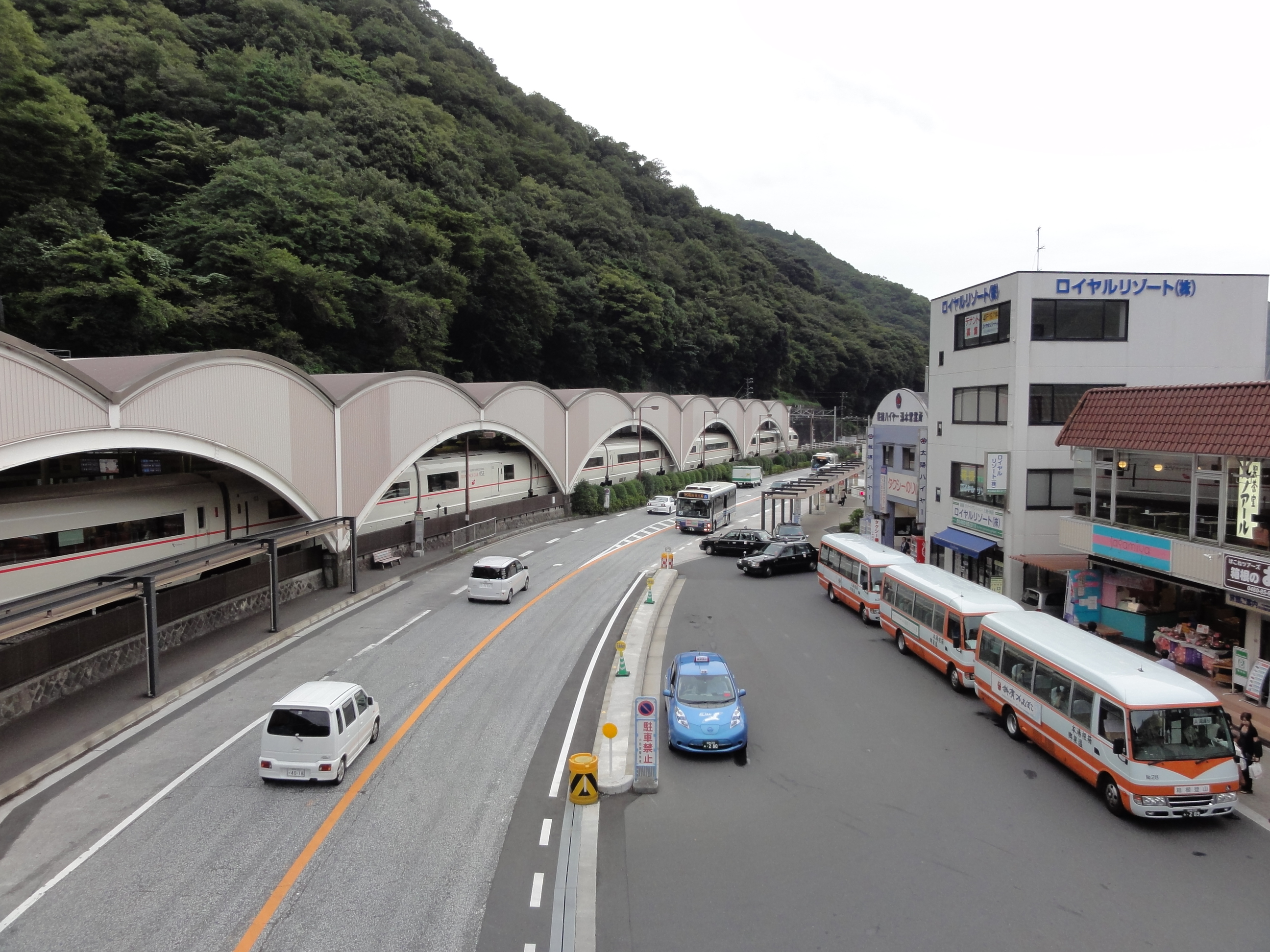
Bahnsteighalle, Nationalstraße 1 und Bushaltestelle

1907 begann die Planung einer Bergbahn durch das Hayakawa-Tal nach Gōra, um den Tourismus zu fördern. Die Bauarbeiten begannen 1912 und zogen sich fast sieben Jahre lang hin. Schließlich wurde am 1. Juni 1919 die Hakone-Tozan-Linie nach Gōra eröffnet. Der Bahnhof der Bergbahn lag neben der Straßenbahn-Endstation und erhielt den Namen Hakone-Yumoto. Die Hakone Tozan Tetsudō, wie sich die Bahngesellschaft seit 1928 nennt, eröffnete am 1. Oktober 1935 die Verlängerung der Hakone-Tozan-Linie von Hakone-Yumoto zum Bahnhof Odawara. Am selben Tag legte sie den parallel verlaufenden Abschnitt der Straßenbahn still.
1948 erfolgte die Übernahme der Hakone Tozan Tetsudō durch die Odakyū Dentetsu. Um direkte Züge bis nach Tokio-Shinjuku führen zu können, verlegte die neue Besitzerin ein Dreischienengleis zwischen Hakone-Yumoto und Odawara, das am 1. August 1950 in Betrieb genommen wurde. 1964 wurde das Betriebswerk der Bergbahn in Hakone-Yumoto in die Nähe des benachbarten Bahnhofs Iriuda verlegt. 1970 ersetzte man das bisherige Empfangsgebäude in Hakone-Yumoto durch einen Neubau, vier Jahre später war die Umgestaltung des Vorplatzes abgeschlossen.
Die übergeordnete Odakyu Group beschloss 1995, angesichts der zunehmenden Überlastung der Linie die Züge der Hakone Tozan Tetsudō an Tagen mit besonders hohem Fahrgastaufkommen auf die Bergstrecke zu beschränken und die Talstrecke den Zügen der Odakyū Dentetsu zu überlassen. Diese Maßnahme bewährte sich und gilt seit dem Fahrplanwechsel vom 18. März 2006 dauerhaft, womit Hakone-Yumoto seither ein Spurwechselbahnhofs ist. Mit Ausnahme des zwei Kilometer langen Teilstücks zum Betriebswerk Iriuda wurde das Dreischienengleis entfernt. Ein weiterer Umbau des Bahnhofs Hakone-Yumoto konnte im März 2009 abgeschlossen werden.